# Xylocopa frontalis
Xylocopa frontalis är en biart som först beskrevs av Olivier 1789.  Xylocopa frontalis ingår i släktet snickarbin, och familjen långtungebin. Inga underarter finns listade i Catalogue of Life.

## Bildgalleri

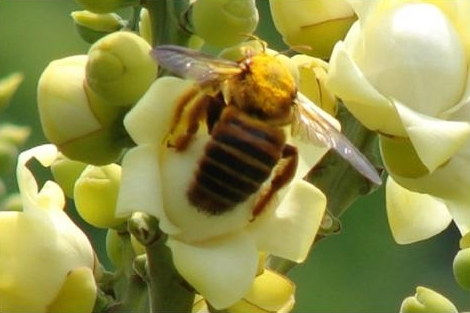
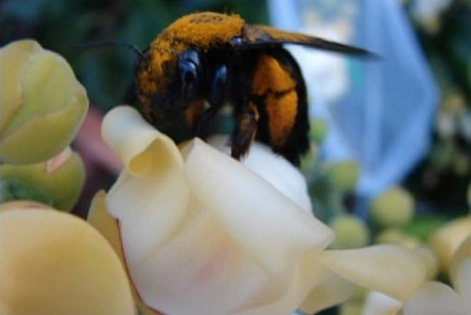
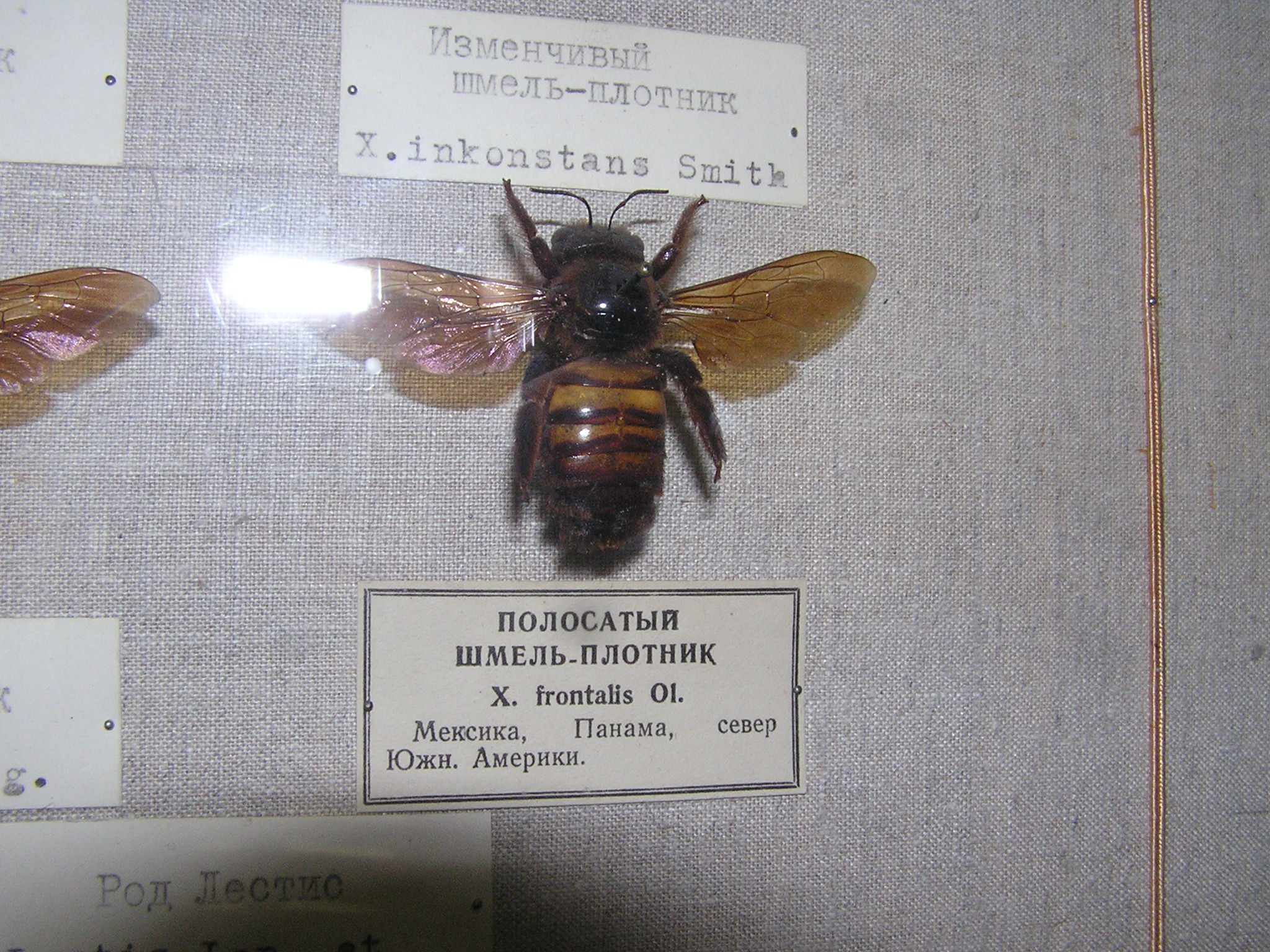